# Жану Лефевр
Жану Лефевр (фр. Janou Lefèbvre, 14 травня 1945) — французька вершниця.
Срібна призерка Олімпійських Ігор 1964 (командний конкур), 1968 (командний конкур) років, учасниця 1972 року.
Чемпіонка світу з конкуру 1970, 1974 років в індивідуальному конкурі.